# Драгоші
Драгоші (словен. Dragoši) — поселення в общині Чрномель, Південно-Східна Словенія, Словенія. Висота над рівнем моря: 145,8 м.